# Шосе Іммігрантів
Шосе Іммігрантів або Родовіа-дус-Імігрантіс (порт. Rodovia dos Imigrantes, офіційне позначення SP-160) — автодорога в бразильському штаті Сан-Паулу.
Шосе сполучає місто Сан-Паулу з узбережжям Атлантичного океану та такими містами на узбережжі як Сан-Вісенті і Прая-Гранді. Шосе йде паралельно старішому шосе Анш'єта і також є одною з найзавантаженіших автодоріг Бразилії, особливо у вихідні дні. Шосе має 44 віадуки, 7 мостів і 11 тунелів, його довжина 58,5 км. Це шосе є гордістю бразильського дорожнього будівництва, з довгими тунелями та високими шестисмуговими мостами, що проносяться над тропічним атлантичним лісом, що вкриває схили Серра-ду-Мар, прибережного хребта висотою до 800 м, який відділяє плато Сан-Паулу від узбережжя. Види з шосе, зокрема на узбережжя, є дуже захоплюючими. У сонячні вихідні шосе проїзджають понад 1 млн автомобілів, через виїзд мешканців Сан-Паулу на океанські пляжі.
Шосе Іммігрантів було відкрите в 1974 році, збудоване через нездатність шосе Анш'єта впоратися з великим числом автомобілів. Хоча шосе Іммігрантів дещо довше за Анш'єта, по шосе Іммігрантів переїжджають більше автомобілів через більш високі стандарти будівництва, тобто більше число смуг та більш високу максимальну швидкість, так само як і зручніший доступ до міст Сантус і Гуаруджа на північному узбережжі та міст південного узбережжя Прая-Гранді, Монгагуа і Ітанаем.
Свою назву шосе отримало через те, що цим шляхом до міста часто вперше прибували його мешканці та задля відзначення великої культурної, економічної і соціальної ролі іммігрантів у розвитку країни.
Так само як і шосе Анш'єта, шосе Іммігрантів керується призначеною урядом штату приватною компанією Ecovias, яка бере плату за проїзд.
Обидва рукави шосе можуть повністю обертати напрямок руху на протилежний, залежно від потреби рух може здійснюватися як двонаправлено, так і однонаправлено, угору або з гори. В останньому випадку рух в протилежному напрямку здійснюється по шосе Анш'єта.